# Bradykardi
Bradykardi (från grekiskans βραδύς, "långsam", "sen", och καρδία, "hjärta") innebär onormalt långsam hjärtfrekvens. Med onormal avses färre än 50 slag per minut (till skillnad mot normalintervallet som ligger på 60–100 slag per minut). Orsaken kan vara hög ålder eller sjukdom vilket leder till att kroppen inte tillförs tillräckligt med syrerikt blod. Symptom som kan uppstå till följd av bradykardi är trötthet, yrsel och frusenhetskänsla.